# نودا
نودا (به آلمانی: Nöda) یک شهر در آلمان است که در زومردا واقع شده‌است. نودا ۸۳۱ نفر جمعیت دارد.